# Schleiz
Schleiz is een gemeente in de Duitse deelstaat Thüringen. Het is de Kreisstadt van de Saale-Orla-Kreis.
Schleiz telt 8.832 inwoners.

## Dorpen
De gemeente omvat naast de stad een tiental dorpen die meerendeels vroeger zelfstandige gemeenten waren.
- Burgk
- Dröswein
- Gräfenwarth
- Grochwitz
- Heinrichsruh
- Langenbuch
- Lössau
- Möschlitz
- Oberböhmsdorf
- Oschitz
- Wüstendittersdorf

## Circuit

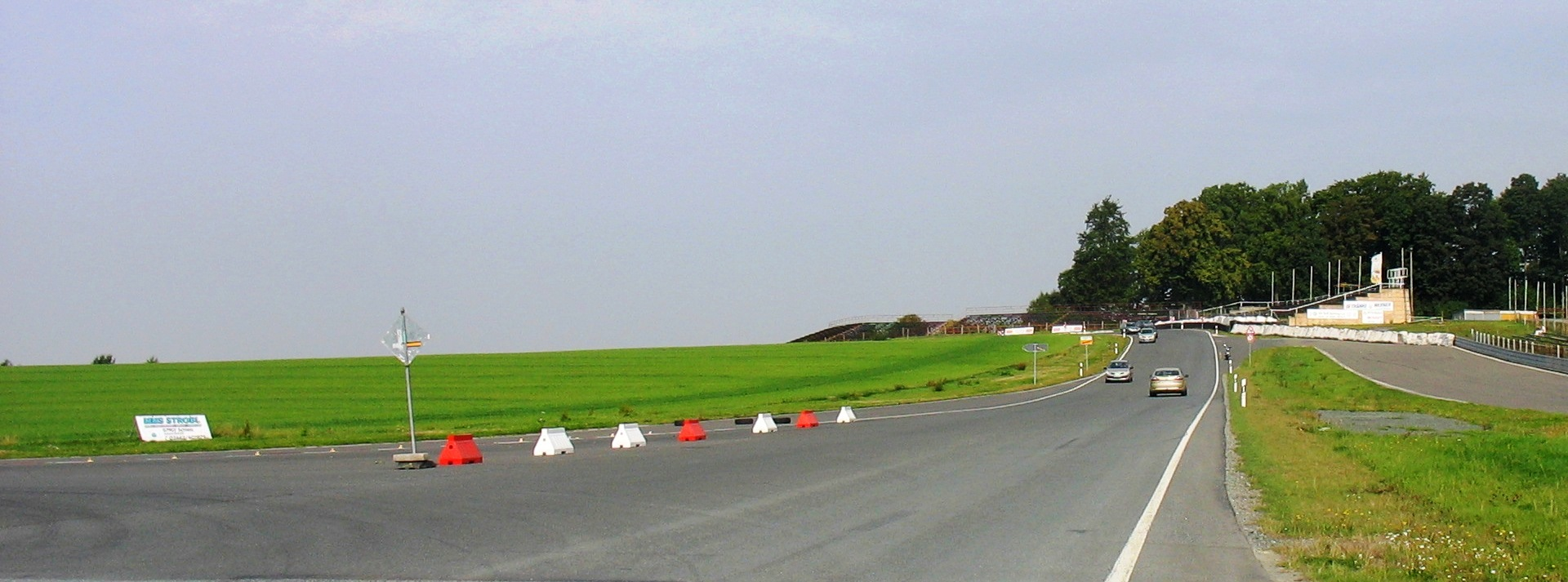

Net buiten Schleiz ligt een oud stratencircuit waar al sinds de jaren 20 van de 20e eeuw races worden gehouden. Het huidige circuit is een ingekorte en veiligere versie van het oorspronkelijke circuit. Het circuit wordt jaarlijks aangedaan door het IDM. Plannen om het circuit om te bouwen naar een permanente baan hebben tot op heden nog onvoldoende steun.

## Geboren in Schleiz
- August Neithardt (1793-1861) componist, militaire kapelmeester en hoornist
- Gottlieb Neithardt (1801-1860) componist en militaire kapelmeester
- Georg August Hermann Knoch (1812-1885) officier en politicus in Suriname
- Dietmar Lorenz (1949-2021), judoka

## Afbeeldingen

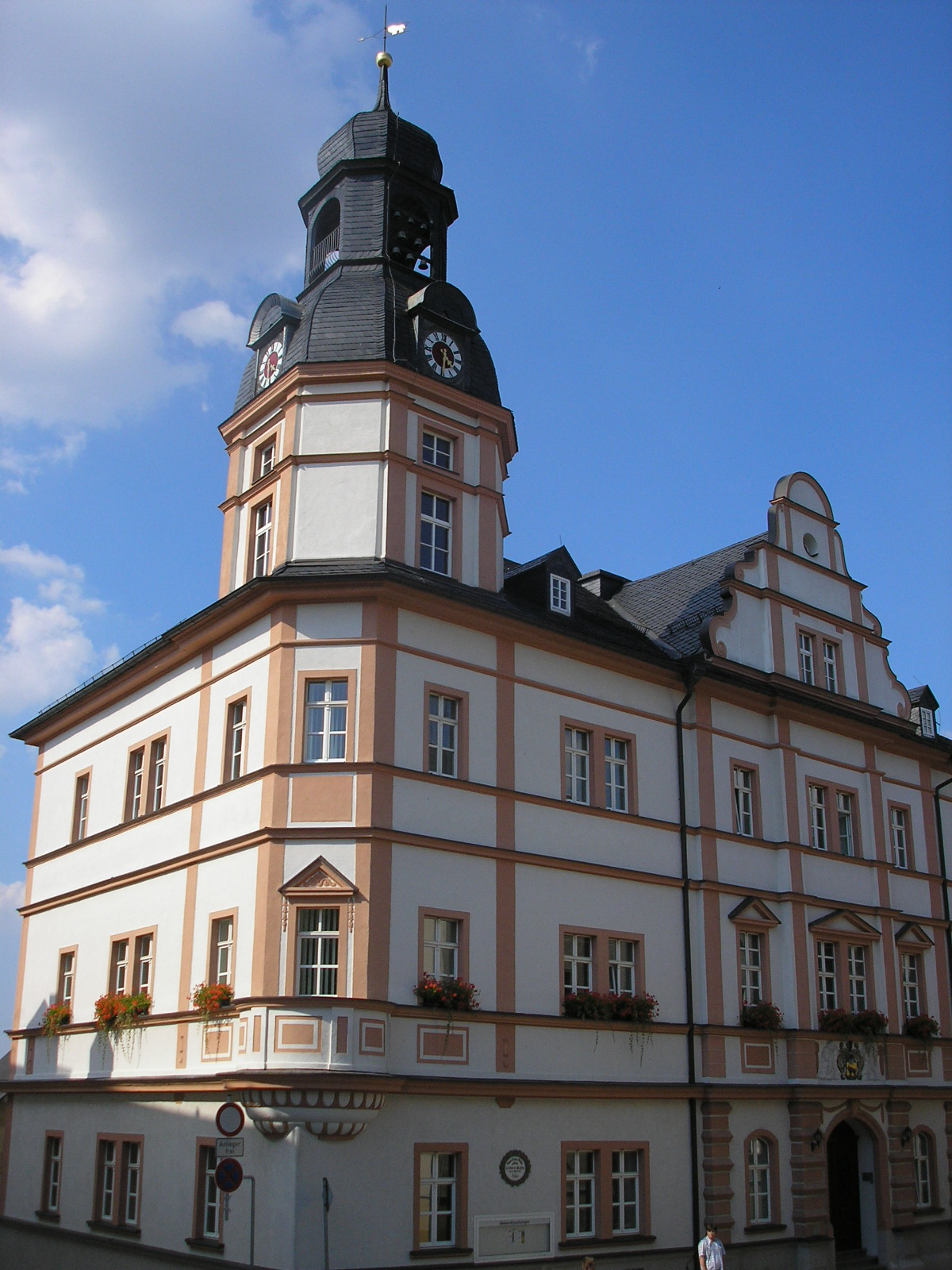
Raadhuis
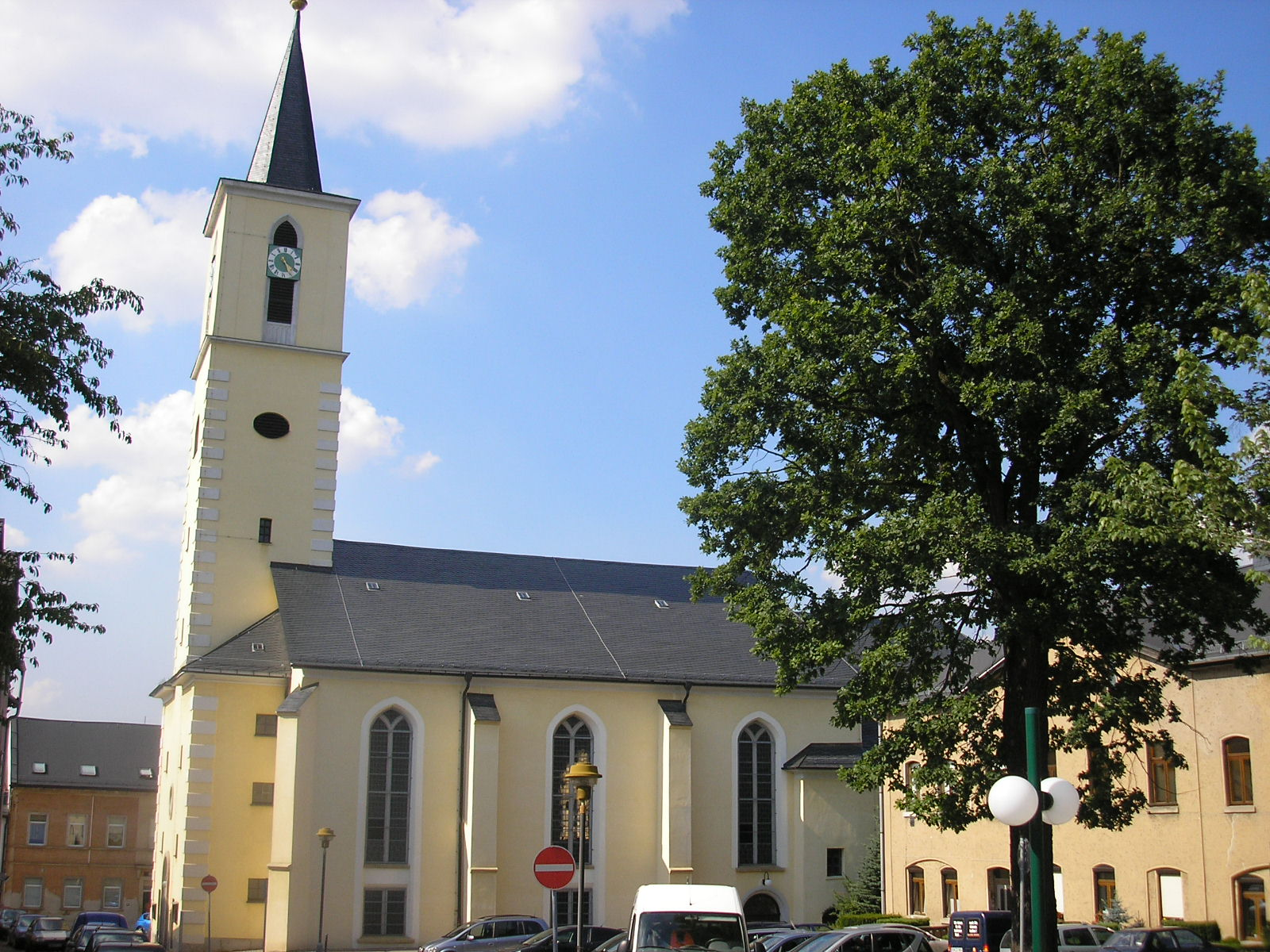
Kerk
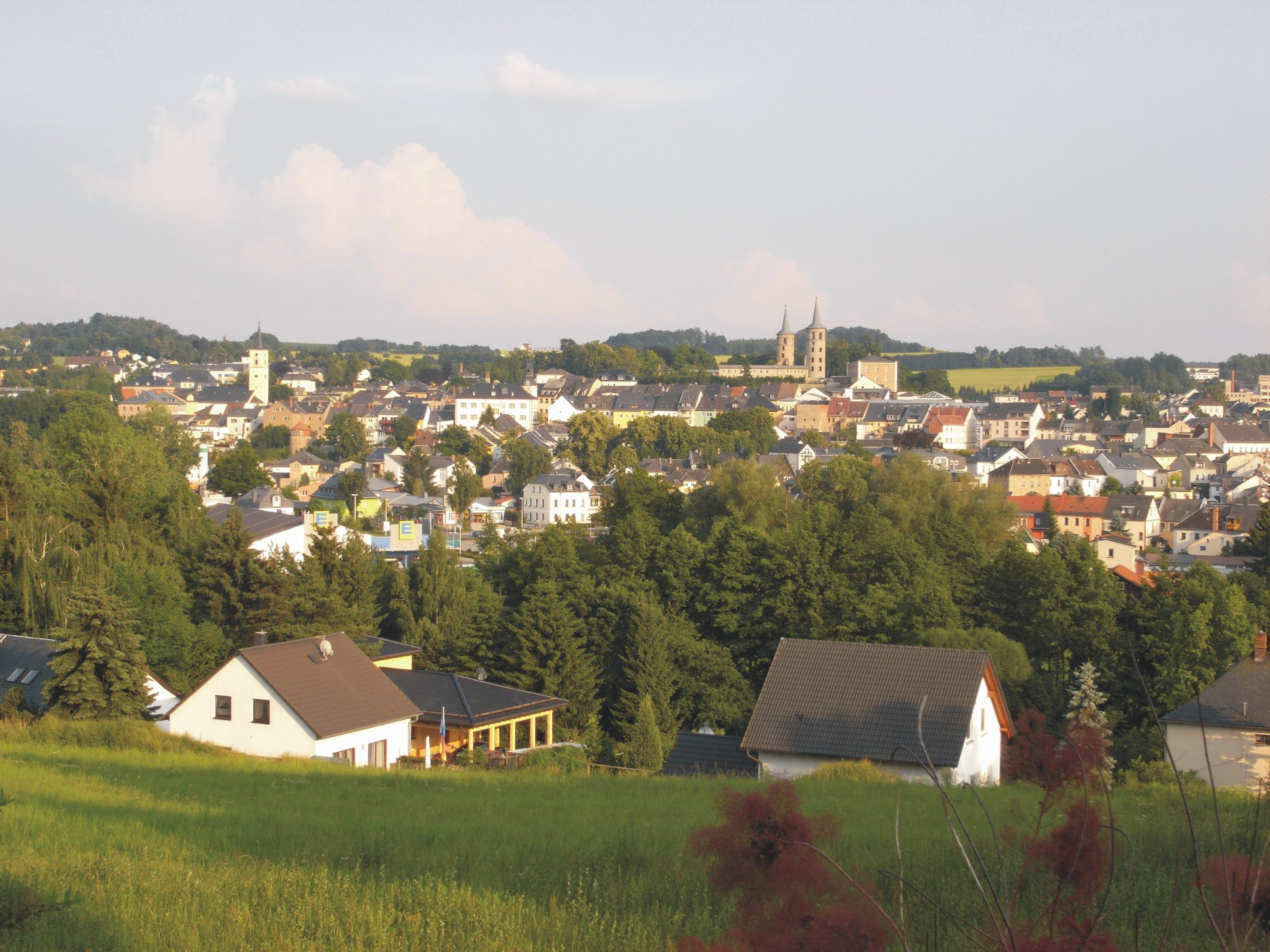
Overzicht

Bad Lobenstein · Bodelwitz · Burgk · Dittersdorf · Döbritz · Dreba · Dreitzsch · Eßbach · Gefell · Geroda · Gertewitz · Görkwitz · Göschitz · Gössitz · Grobengereuth · Hirschberg · Keila · Kirschkau · Knau · Kospoda · Krölpa · Langenorla · Lausnitz · Lemnitz · Linda bei Neustadt an der Orla · Löhma · Miesitz · Mittelpöllnitz · Moßbach ·  Moxa · Neundorf (bij Schleiz) · Neustadt an der Orla · Nimritz · Oberoppurg · Oettersdorf · Oppurg · Paska · Peuschen · Plothen · Pörmitz · Pößneck · Pottiga · Quaschwitz · Ranis · Remptendorf · Rosendorf · Rosenthal am Rennsteig · Saalburg-Ebersdorf · Schleiz · Schmieritz · Schmorda · Schöndorf · Seisla · Solkwitz · Tanna · Tegau · Tömmelsdorf · Triptis · Volkmannsdorf · Weira · Wernburg · Wilhelmsdorf · Wurzbach · Ziegenrück